# La Devesa (les Avellanes i Santa Linya)
La Devesa és una serra situada al municipi de les Avellanes i Santa Linya a la comarca de la Noguera, amb una elevació màxima de 771 metres.